# Тандер, Мина
Мина Тандер (нем. Mina Tander; род. 4 декабря 1978, Кёльн, Северный Рейн-Вестфалия) — немецкая актриса.

## Биография
Родилась в семье афганского журналиста и учительницы немецкого языка. Отец умер, когда ей было шесть лет. Выросла в Кёльне.
Хотела стать танцовщицей и актрисой. Совмещала учёбу в средней школе и Академии балета в Кёльне. Была замечена на выступлении школьного театра в Мюнстере местным режиссёром и была приглашена в театральную школу. В 16 лет снялась в своём первом телевизионном фильме «Прыжок». Первую большую роль (Мари) получила в 1999 году в фильме «За радугой» режиссёра Яна Петера. В последующие годы снялась в нескольких телевизионных фильмах.
Училась на различных актёрских курсах и у разных педагогов — с 1998 по 2000 год у Уты Марии Шульце, театральной школе «Подвал», брала уроки пения у Лии Монтойя-Палмен в Кёльне. С 2004 года занималась с Фрэнком Бетцельтом и с профессором Майклом Келлером в высшей школе театрального мастерства «Эрнст Буш» в Берлине.
В 2000 году получила роль Леони в молодёжной кинокомедии «Муравьи в штанах».
В 2009 году за главную роль в фильме «Мария, ему не нравится еда» была оценена немецкими кинокритиками в номинации «Лучшая женская роль».
Записала саундтреки к фильму «Подари мне своё сердце» (2010), песня «Наша любовь расцветает в темноте» и «Песня Марии» (с Питером Лохмайером).
В 2012 году в фильме «Ты обещал» сыграла главную роль в официальной программе Международного кинофестиваля в Венеции.
В 2011 году родила дочь. Живёт в Берлине и состоит в браке с режиссёром Эльмаром Фишером.
Сестра — Симин Тандер поёт и пишет музыку для группы «Симин».

## Избранная фильмография
| Год       |    | Русское название           | Оригинальное название        | Роль       |
| --------- | -- | -------------------------- | ---------------------------- | ---------- |
| 1999      | тф | Невинные бестии            | Unschuldige Biester          | Ванесса    |
| 2000      | тф | Муравьи в штанах           | Harte Jungs                  | Леони      |
| 2009      | ф  | Мария, ему не нравится еда | Maria, ihm schmeckt's nicht! | Сара       |
| 2012      | ф  | Ты это обещала             | Du hast es versprochen       | Ханна      |
| 2013      | ф  | Приятель                   | Buddy                        | Лиза       |
| 2015      | ф  | Фрау Мюллер должна уйти!   | Frau Müller muss weg!        | Марина     |
| 2016—2019 | с  | Берлинская резидентура     | Berlin Station               | Эстер Круг |